# Astéroïde de type F
Le type F (ou classe F) est un type d'astéroïdes qui apparait dans la classification spectrale de Tholen (1984) dans laquelle il appartient au « groupe C », en proximité avec les types B, C et G. Il n'apparait plus dans les classifications ultérieures de Bus (ou SMASS-II) (1999) et de Bus-DeMeo (2009) dans lesquelles il se trouve essentiellement fusionné avec le type B.
À fin 2023, la base de données « Small-Body Database » du Jet Propulsion Laboratory compte 980 astéroïdes pour lesquels le type spectral de Tholen est renseigné, dont 51 astéroïdes appartenant au type F (5 % ou 16 % des 320 astéroïdes appartenant au groupe C qui réunit les types B, C, F et G de Tholen),.

## Historique
Le type F a été introduit une première fois en 1973 par Thomas B. McCord et Clark R. Chapman, puis à nouveau, de manière différente, en 1982 par J. Gradie et Edward F. Tedesco. La lettre F a été choisie en référence à un spectre relativement plat (flat) des objets considérés.

## Propriétés

### Description spectrale
La description spectrale originale issue des travaux de David J. Tholen est résumée ainsi : « spectre sans relief, plat à légèrement bleu à travers la plage globale 0,3 à 1,1 μm ; diffère de la classe C par la faiblesse de l'absorption dans l'ultraviolet » et « albédo faible ».
Les bandes spectrales utilisées par les classifications de Bus puis de Bus-DeMeo, commençant vers 0,45 μm, ne permettent pas une caractérisation aussi précise côté ultraviolet et donc cette identification du type F. Celui-ci se retrouve essentiellement fusionné avec le type B.

### Hypothèses de composition et de liens avec les météorites
Les astéroïdes de type F sont comme ceux de type C souvent qualifiés de carbonés, mais leur composition reste mal connue. Des études spectrales étendues dans l'infrarouge montrent une absence de raies d'absorption autour de 3 μm, indicatrices de minéraux hydratés, ce qui les distingue des astéroïdes de type B[réf. nécessaire].